# Pterostichus evanescens
Pterostichus evanescens är en skalbaggsart som beskrevs av Thomas Casey. Pterostichus evanescens ingår i släktet Pterostichus och familjen jordlöpare. Inga underarter finns listade i Catalogue of Life.